# Carebaco-Meisterschaft 2001
Die Carebaco-Meisterschaft 2001 im Badminton fand im August 2001 in Kingston auf Jamaika statt.

## Sieger und Platzierte
| Disziplin    | Gold                            | Silber                       | Bronze                        |
| ------------ | ------------------------------- | ---------------------------- | ----------------------------- |
| Herreneinzel | Bradley Graham                  | Roy Paul jr.                 | Charles Pyne                  |
| Herreneinzel | Bradley Graham                  | Roy Paul jr.                 | Oscar Brandon                 |
| Dameneinzel  | Nigella Saunders                | Alya Lewis                   | Jenelle Cudjoe                |
| Dameneinzel  | Nigella Saunders                | Alya Lewis                   | Sabrina Cassie                |
| Herrendoppel | Alex Haddad Roy Paul jr.        | Bradley Graham Charles Pyne  | Kingsley Ford Paul Leyow      |
| Herrendoppel | Alex Haddad Roy Paul jr.        | Bradley Graham Charles Pyne  | Recando Geohagen Albert Myles |
| Damendoppel  | Alya Lewis Nigella Saunders     | Anna Ebanks Christine Mayne  | Sabrina Cassie Zuedi Mack     |
| Damendoppel  | Alya Lewis Nigella Saunders     | Anna Ebanks Christine Mayne  | Kesma Benito Jenelle Cudjoe   |
| Mixed        | Bradley Graham Nigella Saunders | Charles Pyne Christine Leyow | Roy Paul jr. Jillean Clarke   |
| Mixed        | Bradley Graham Nigella Saunders | Charles Pyne Christine Leyow | Alex Haddad Anna Ebanks       |
| Teams        | Jamaika                         | Trinidad und Tobago          | Suriname                      |